# Ágas békabuzogány
Az ágas békabuzogány (Sparganium erectum) az egyszikűek (Liliopsida) osztályának a perjevirágúak (Poales) rendjébe, ezen belül a gyékényfélék (Typhaceae) családjába tartozó faj.

## Előfordulása
Az ágas békabuzogány előfordulási területe Marokkó, a mérsékelt övi Ázsia, Izraeltől Oroszországig, és majdnem az egész Európa Előfordulási területén általánosan elterjedt és mindenütt gyakori. Ausztráliába betelepítették.

## Alfajai
A termés alakja és az ökológiai igények alapján a fajt több alfajra osztották.
- Sparganium erectum subsp. erectum
- Sparganium erectum subsp. microcarpum (Neuman) Domin
- Sparganium erectum subsp. neglectum (Beeby) K.Richt.
- Sparganium erectum subsp. stoloniferum (Buch.-Ham. ex Graebn.) H.Hara

## Megjelenése

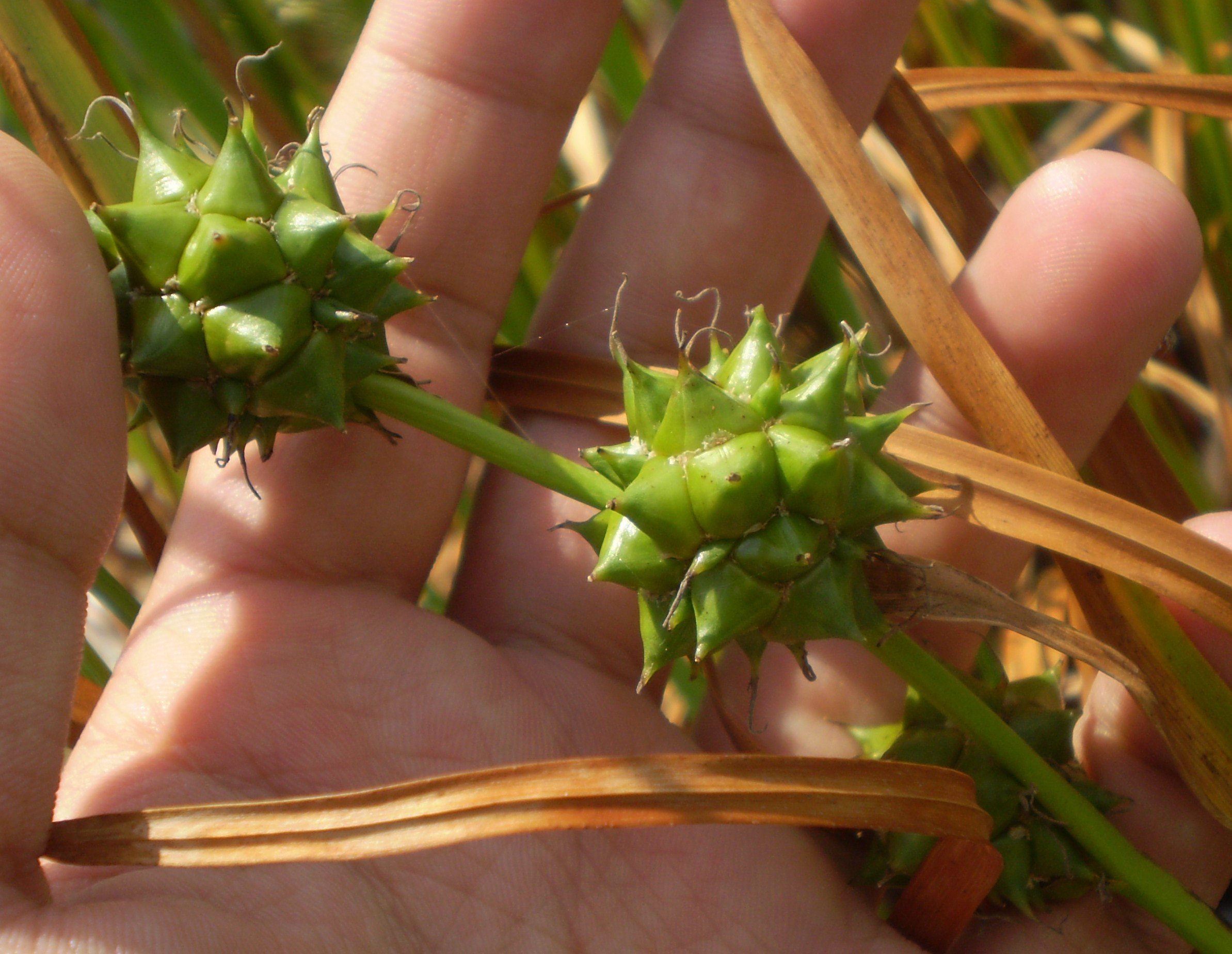
Termése

Az ágas békabuzogány felálló szárú, 30-60, néha 120 centiméter magas, évelő növény, kúszó gyöktörzzsel. Merev szára ide-oda hajlik. Tőlevelei ferdén felállnak, alul három élűek, mintegy 30 milliméter szélesek és lényegesen hosszabbak, mint a szár. A szárlevelek hüvely nélküliek. A virágzat 2-5 oldalággal a hosszú murvalevelek hónaljában terpedten elágazó; mindegyik ágon alul 1-3 termős, felül 6-9 porzós fejecske van, füzérbe rendeződve. A termős fejecskék nagysága olykor a 3-4 centimétert is eléri. A termés igen változatos alakú, többnyire fordított gúlaszerű, élesen szögletes, rövid csőrű. A terméses fejecskék tömöttek, buzogányszerűek.

## Életmódja
Az ágas békabuzogány álló- és lassan folyó vizek nádasainak lakója. 30-60 centiméter vízmélységben is megtalálható. A vízi harmatkásákkal (Glyceria) társulásalkotó.

## Képek

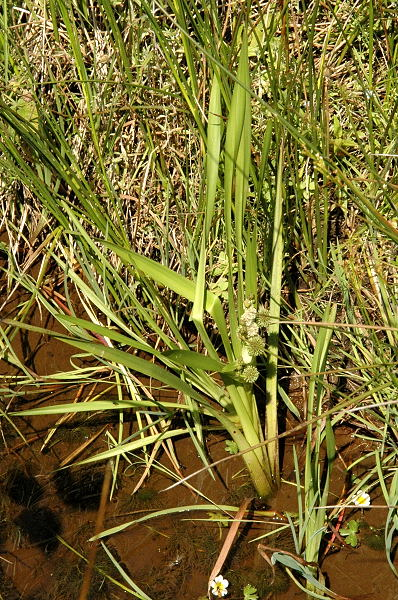
A növény
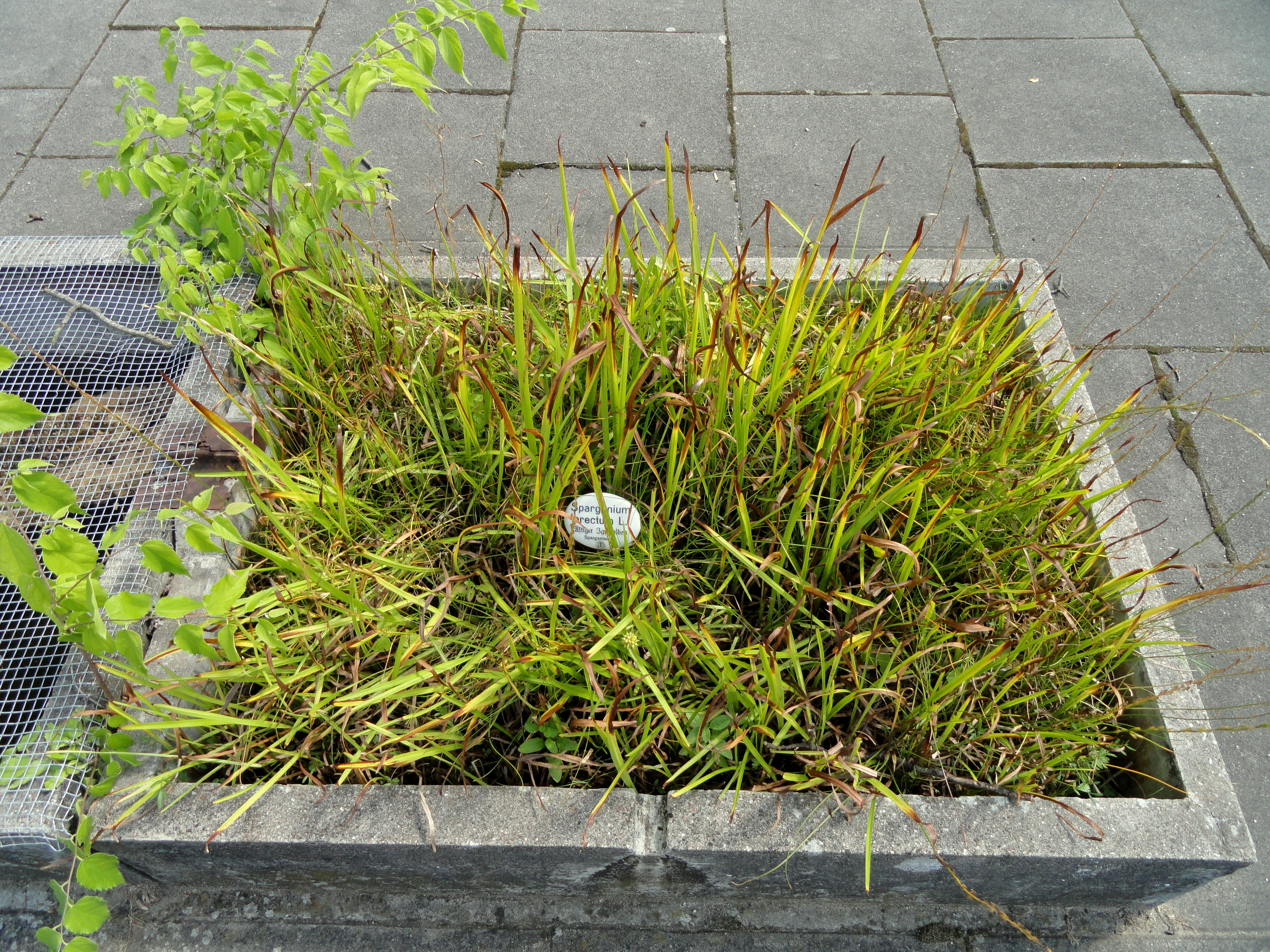
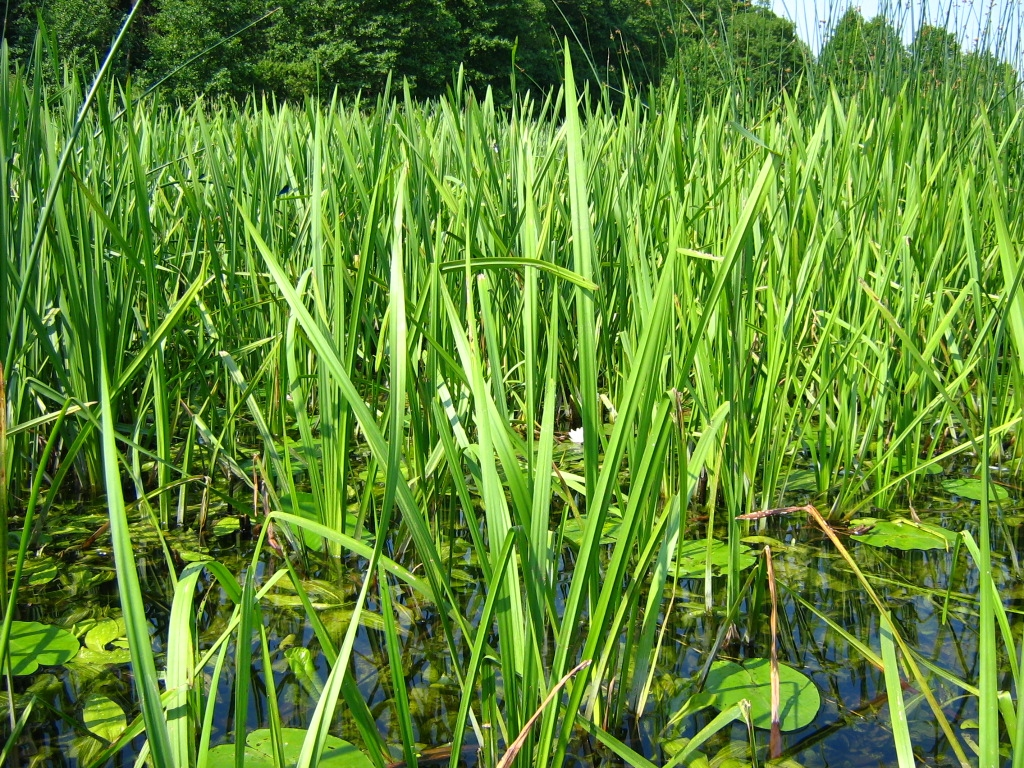
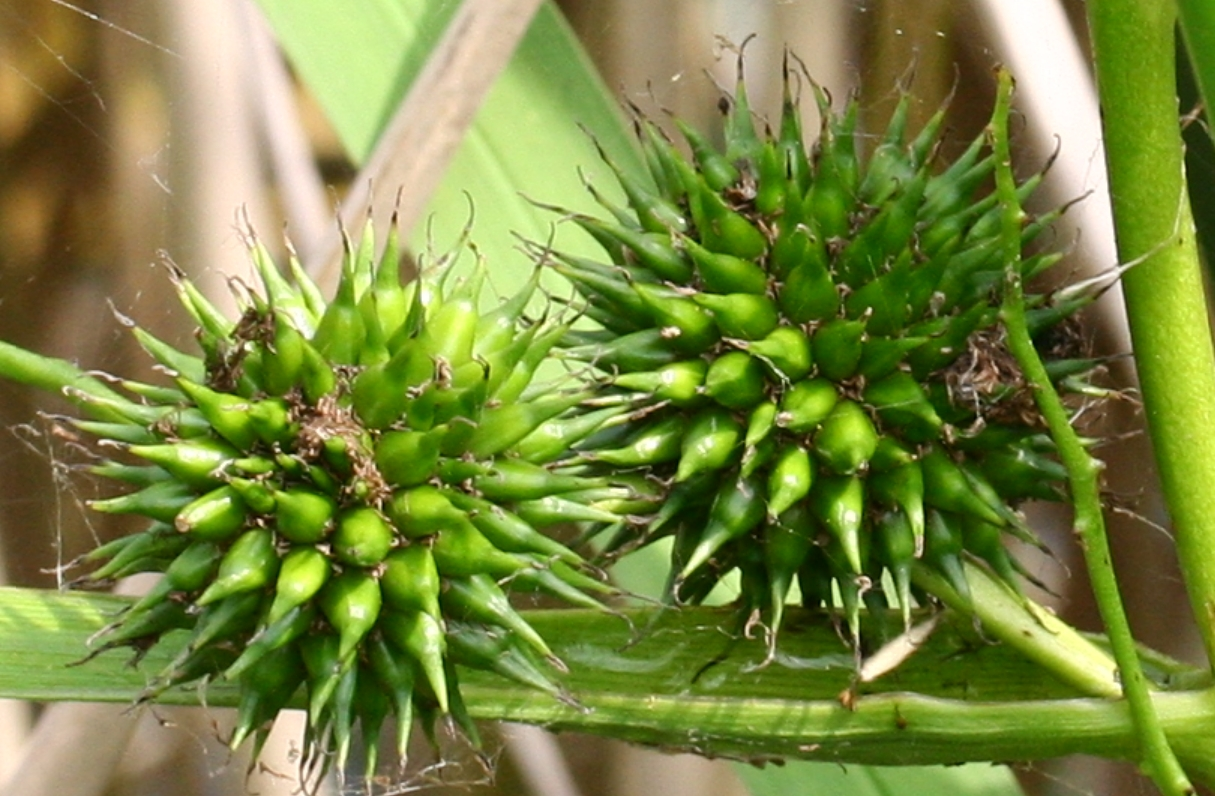
Termései
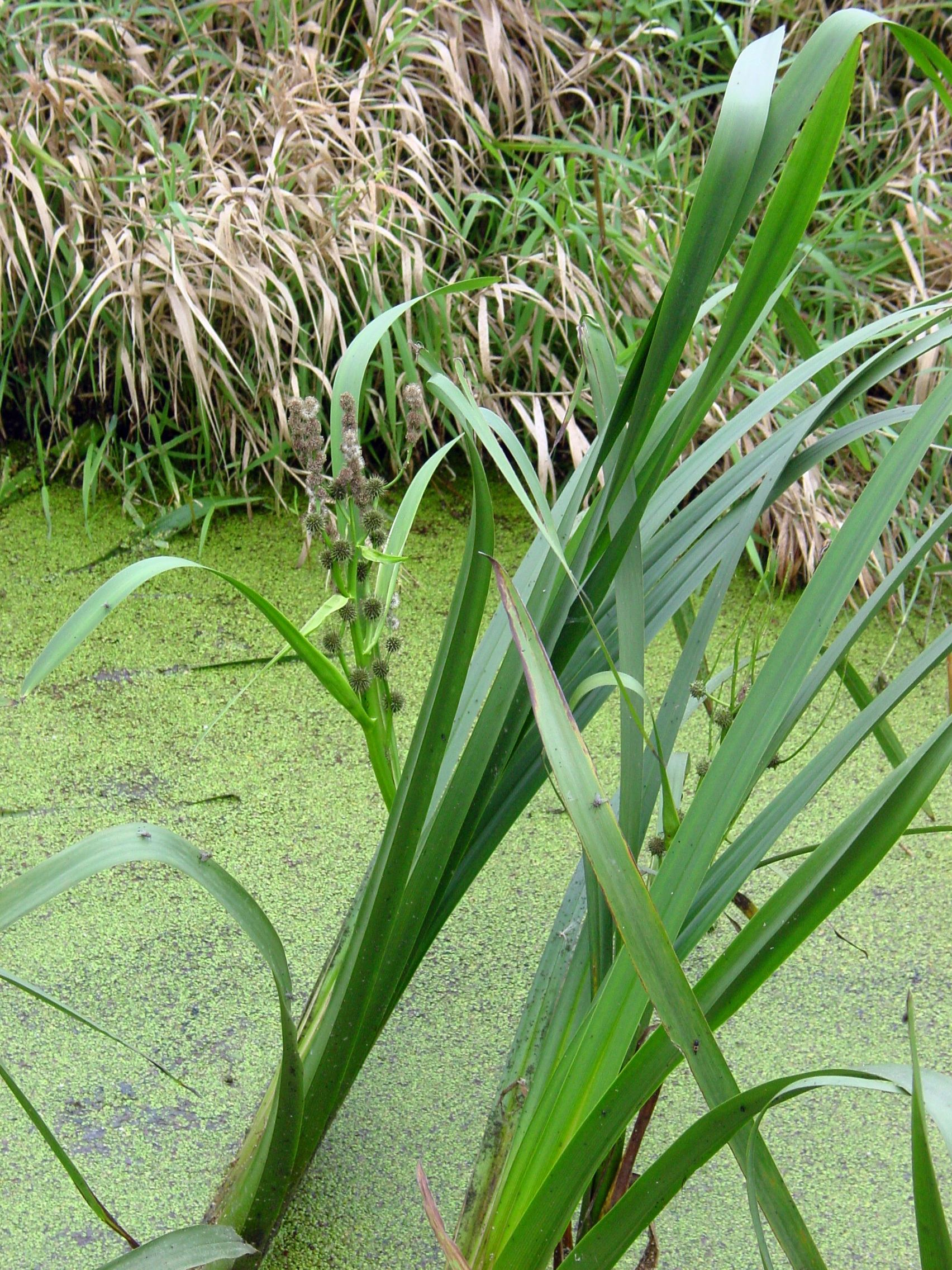
Levelei
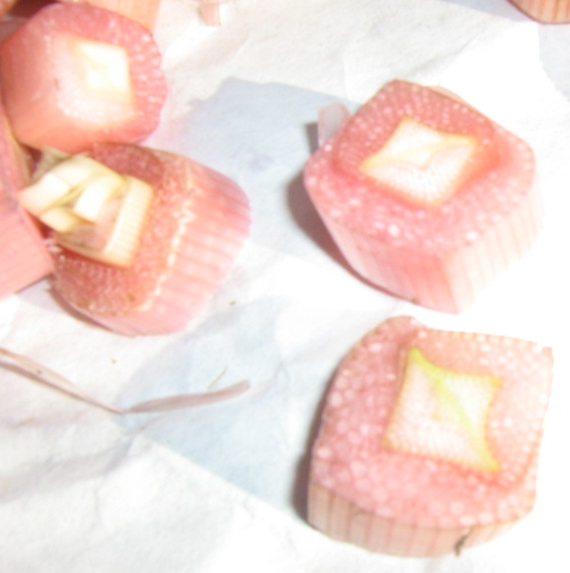
A levelek keresztmetszete
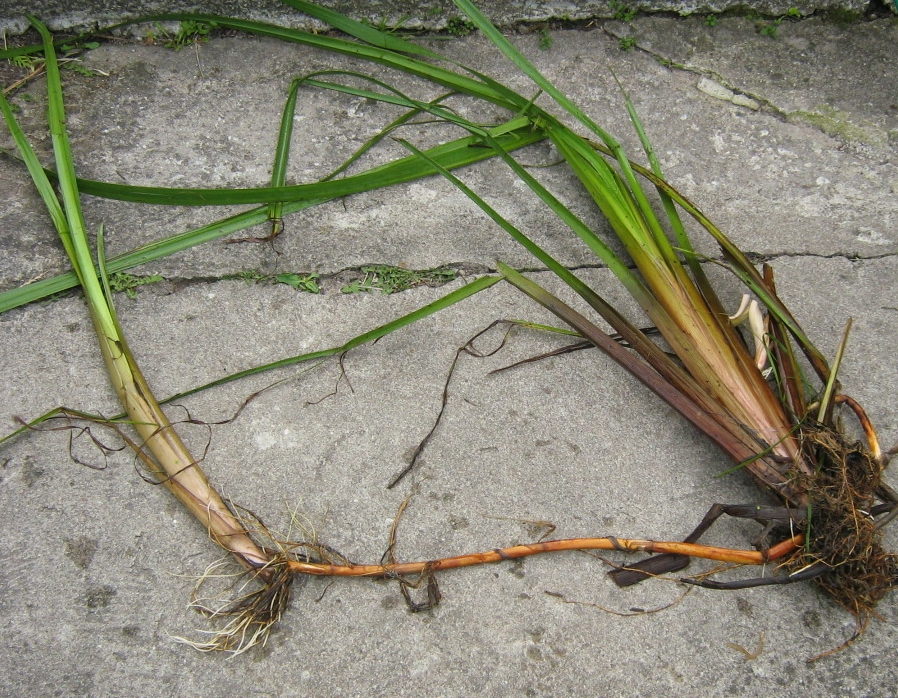
Gyöktörzsei
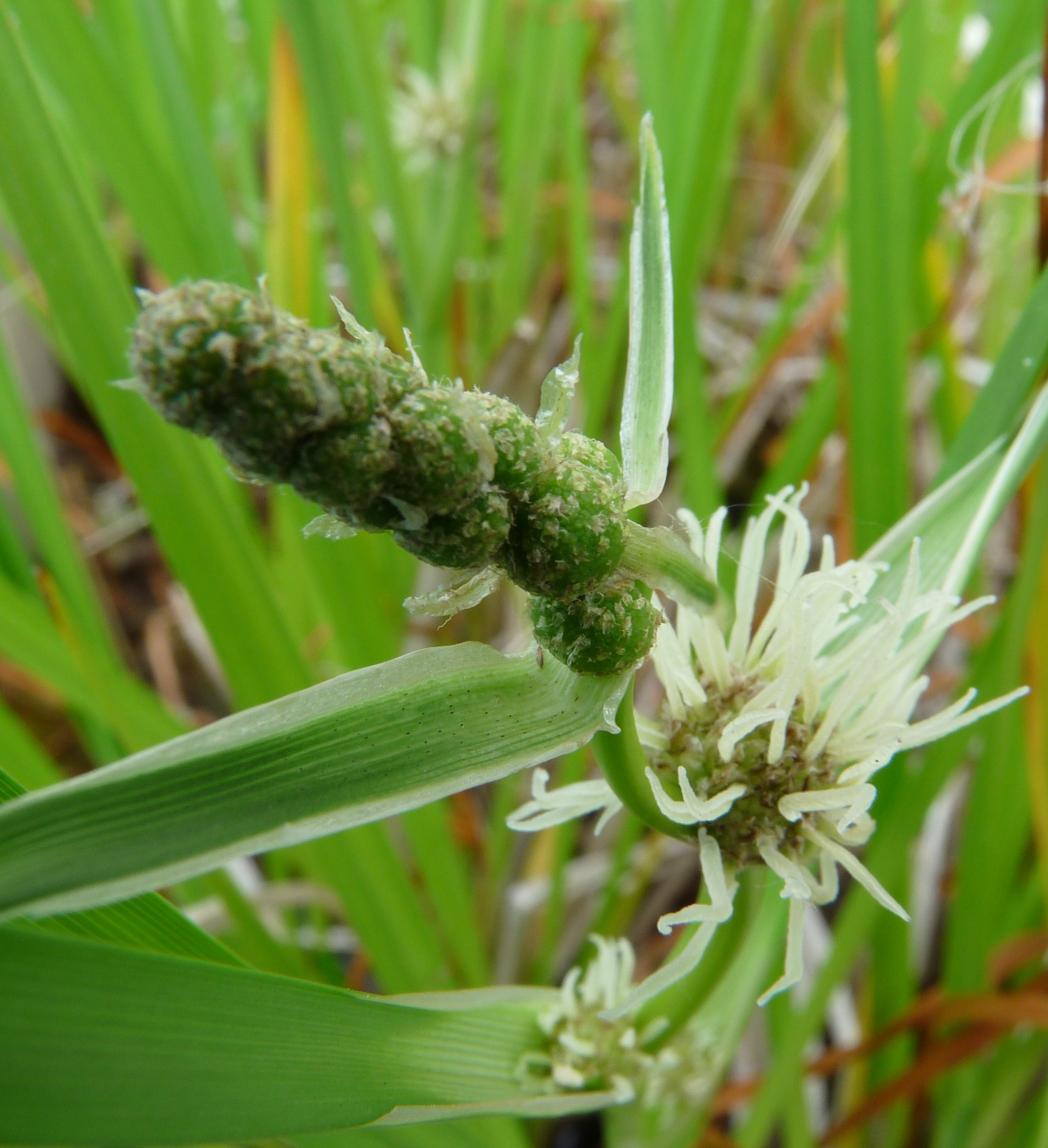
Sparganium erectum var. macrocarpum
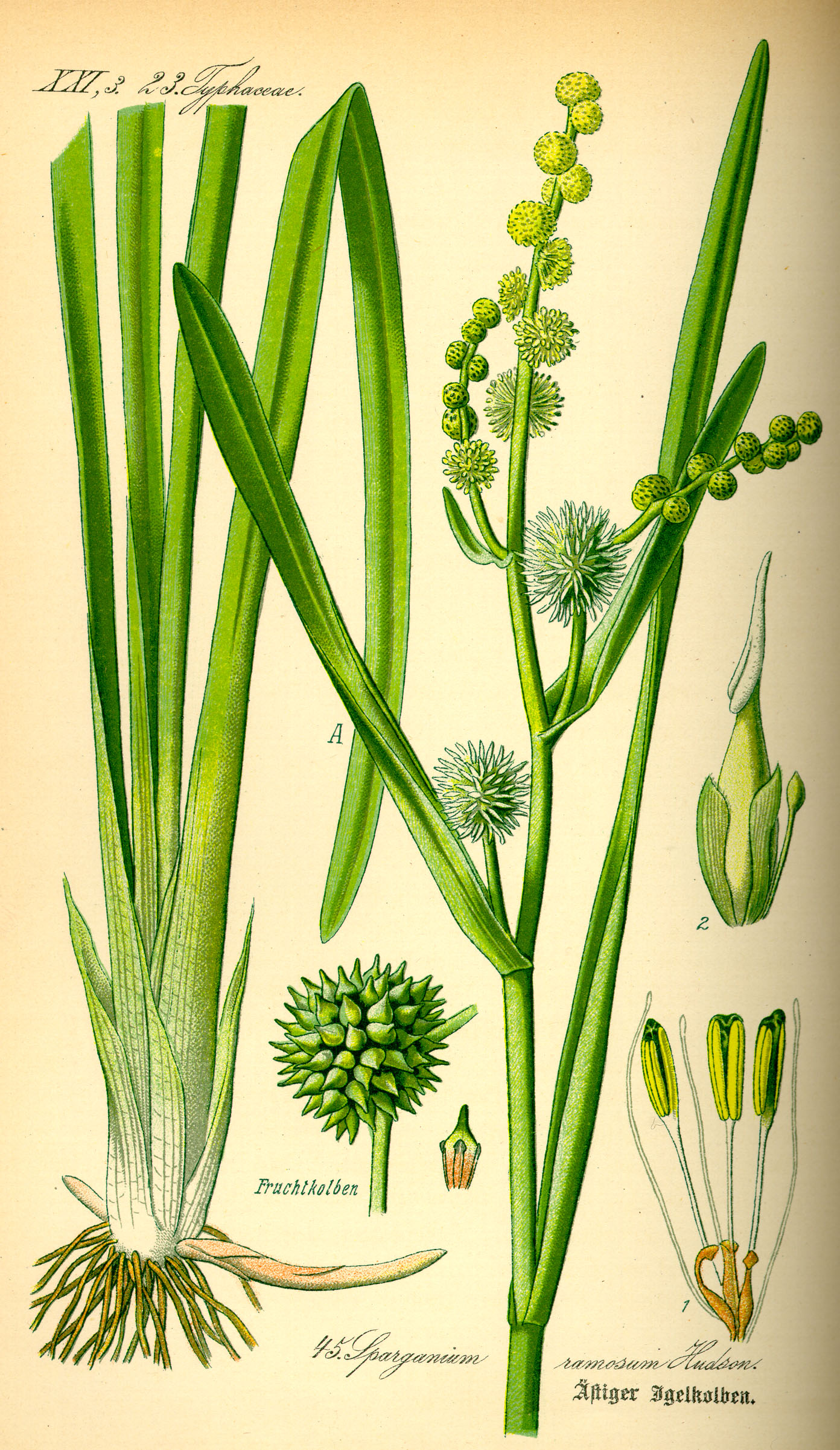
Rajzok a növényről
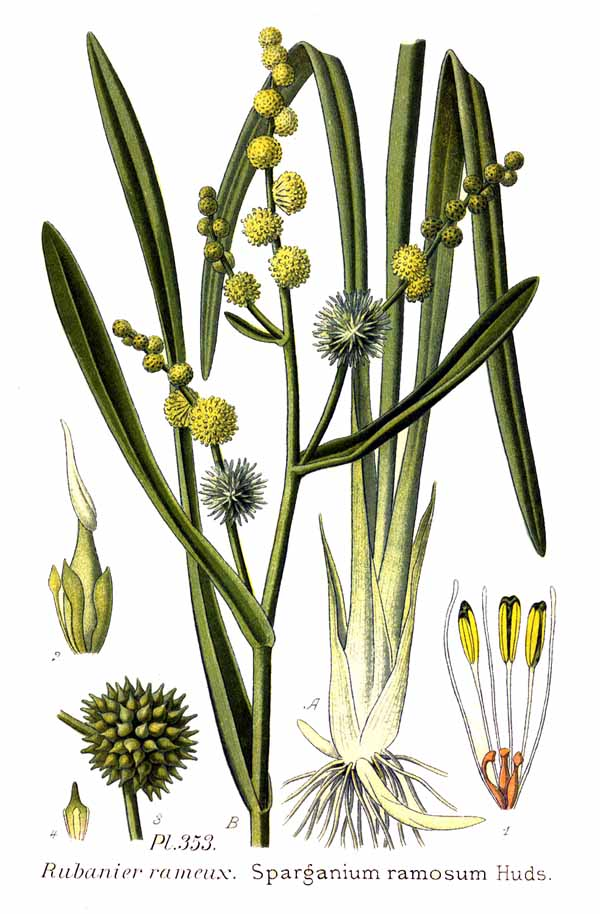